# Кальто
Кальто (итал. Calto) — коммуна в Италии, располагается в провинции Ровиго области Венеция.
Население составляет 809 человек (2008 г.), плотность населения составляет 74 чел./км². Занимает площадь 11 км². Почтовый индекс — 45030. Телефонный код — 0425.
Покровителем населённого пункта считается святой San Rocco.

## Демография
Динамика населения:

## Администрация коммуны
- Официальный сайт: http://www.calto.info/ Архивная копия от 10 октября 2013 на Wayback Machine